# Alfredo Pérez Rubalcaba
Alfredo Pérez Rubalcaba (ur. 28 lipca 1951 w Solares w Medio Cudeyo, zm. 10 maja 2019 w Majadahondze) – hiszpański polityk i chemik, deputowany do Kongresu Deputowanych V, VI, VII, VIII, IX i X kadencji, minister w rządach Felipe Gonzáleza i José Luisa Rodrígueza Zapatero, pierwszy wicepremier Hiszpanii od 2010 do 2011, sekretarz generalny Hiszpańskiej Socjalistycznej Partii Robotniczej w latach 2012–2014.

## Życiorys
Alfredo Pérez Rubalcaba ukończył chemię na Uniwersytecie Complutense w Madrycie. Specjalizował się w chemii organicznej i biochemii. W 1978 doktoryzował się na tej uczelni, na której doszedł do stanowiska profesora, obejmując również katedrę chemii organicznej. Pracował także m.in. na Uniwersytecie w Konstancji w Niemczech. Opublikował ponad 30 artykułów w międzynarodowych czasopismach naukowych.
W czasie studiów w 1975 reprezentował sekcję atletyczną klubu sportowego Celta Vigo na krajowych zawodach uniwersyteckich, wygrywając bieg na 100 m, pokonawszy dystans w 10,9 s.
Od grudnia 1982 do maja 1985 zajmował stanowisko dyrektora gabinetu technicznego sekretarza stanu ds. szkolnictwa wyższego i badań. Od maja 1985 do września 1986 był dyrektorem generalnym ds. szkolnictwa uniwersyteckiego, a następnie do lipca 1988 sekretarzem generalnym ds. edukacji.
Od 29 lipca 1988 do 23 czerwca 1992 pełnił funkcję sekretarza stanu ds. edukacji, po czym objął urząd ministra edukacji i nauki w rządzie premiera Felipe Gonzáleza. 13 lipca 1993 został ministrem prezydencji, którym pozostał do 6 maja 1996.
W 1993 objął po raz pierwszy mandat deputowanego do Kongresu Deputowanych z ramienia PSOE, reprezentując okręg Toledo. W dwóch następnych kadencjach parlamentu reprezentował okręg Madryt. W latach 2004–2008 posłował z okręgu Kantabria (przewodniczył przez dwa lata frakcji poselskiej socjalistów), a od 2008 do 2011 z okręgu Kadyks. W ostatniej swojej kadencji ponownie był deputowanym z Madrytu (2011–2014).
11 kwietnia 2006 objął urząd ministra spraw wewnętrznych w rządzie premiera José Luisa Rodrígueza Zapatero. 21 października 2010 został dodatkowo mianowany pierwszym wicepremierem Hiszpanii i rzecznikiem prasowym gabinetu. W maju 2011 został wskazany przez kierownictwo PSOE jako kandydat na stanowisko nowego sekretarza generalnego (lidera) partii. 12 lipca tegoż roku odszedł ze stanowisk rządowych celem poprowadzenia kampanii PSOE w przedterminowych wyborach.
Socjaliści uzyskali w tym głosowaniu najgorszy wynik od czasu demokratyzacji. Pomimo tego Alfredo Pérez Rubalcaba wystartował w lutym 2012 w wyborach na sekretarza generalnego PSOE. W wyniku głosowania pokonał Carme Chacón (różnicą 487 głosów do 465 głosów). W czerwcu 2014, po słabym wyniku partii w wyborach europejskich, zapowiedział swoją dymisję. W lipcu tegoż roku na czele partii zastąpił go Pedro Sánchez. We wrześniu 2014 Alfredo Pérez Rubalcaba zrezygnował również z mandatu poselskiego.